# Kopilje
Kopilje este un sat din municipiul Podgorica, Muntenegru. Conform datelor de la recensământul din 2003, localitatea are 9 locuitori (la recensământul din 1991 erau 37 de locuitori).

## Demografie
În satul Kopilje locuiesc 9 persoane adulte, iar vârsta medie a populației este de 62,6 de ani (54,5 la bărbați și 66,7 la femei). În localitate sunt 6 gospodării, iar numărul mediu de membri în gospodărie este de 1,50.
Această localitate este populată majoritar de sârbi (conform recensământului din 2003).
|  |

| Demografie | Demografie | Demografie |
| An         | Locuitori  | Locuitori  |
| ---------- | ---------- | ---------- |
|            |            |            |
|            |            |            |
|            |            |            |
|            |            |            |
| 1948       | 247        |            |
| 1953       | 224        |            |
| 1961       | 182        |            |
| 1971       | 144        |            |
| 1981       | 71         |            |
| 1991       | 37         | 37         |
| 2003       | 9          | 9          |

| \| Componența etnică conform recensământului din 2003[2] \| Componența etnică conform recensământului din 2003[2] \| Componența etnică conform recensământului din 2003[2] \| Componența etnică conform recensământului din 2003[2] \| Componența etnică conform recensământului din 2003[2] \| \| ----------------------------------------------------- \| ----------------------------------------------------- \| ----------------------------------------------------- \| ----------------------------------------------------- \| ----------------------------------------------------- \| \| \| \| \| \| \| \| Sârbi \| Sârbi \| \| 7 \| 77,77% \| \| Muntenegreni \| Muntenegreni \| \| 2 \| 22,22% \| \| necunoscută \| necunoscută \| \| 0 \| 0% \| |              |  |   |        |
| Componența etnică conform recensământului din 2003 |              |  |   |        |
| |              |  |   |        |
| Sârbi | Sârbi        |  | 7 | 77,77% |
| Muntenegreni | Muntenegreni |  | 2 | 22,22% |
| necunoscută | necunoscută  |  | 0 | 0%     |